# Domžale Sports Park
El Domžale Sports Park (en esloveno: Športni park Domžale) es un estadio multiusos en Domžale, Eslovenia.Actualmente se utiliza mayormente para el fútbol.Es el estadio de NK Domžale.Tiene actualmente una capacidad para 2.813 espectadores. Fue construido en 1948 y ha sufrido varias renovaciones, 1997, 1999, 2003 y 2004.Finalmente en junio de 2006, el estadio recibió reflectores, montados en cuatro torres de hormigón y colocados en cada esquina del estadio.